# Point of Entry
Point of Entry is het zevende studioalbum van de Britse heavymetalband Judas Priest, uitgebracht in 1981. Het album is qua sound vergelijkbaar met British Steel, alleen is dit album wat softer en commerciëler. De nummers hierop werden pas ten tijde van de opnamen geschreven, en dus niet daarvoor. Dit album wordt vaak als Priests minste album gezien. Ook scoorde het album minder goed dan de rest van hun albums uit de jaren tachtig (hoewel de tournee een van hun succesvolste ooit was). Toch werden Heading Out to the Highway en Desert Plains vaak gespeeld tijdens liveoptredens van Judas Priest. In 2005, tijdens de reünietournee van de band, speelden ze vaak Hot Rockin' en in bepaalde shows zelfs het nummer Solar Angels. Beide nummers hadden ze al sinds 1981 niet meer live gespeeld.
Van dit album zijn drie singles verschenen: Heading Out to the Highway, Don't Go en Hot Rockin'. Alle hadden ze een videoclip.

## Tracklisting
1. "Heading Out to the Highway" – 3:47
2. "Don't Go" – 3:18
3. "Hot Rockin'" – 3:17
4. "Turning Circles" – 3:42
5. "Desert Plains" – 4:36
6. "Solar Angels" – 4:04
7. "You Say Yes" – 3:29
8. "All The Way" – 3:42
9. "Troubleshooter" – 4:00
10. "On The Run" – 3:47

### Bonustracks 2001
1. "Thunder Road" (Halford, Tipton) – 5:12
2. "Desert Plains" (Live) – 5:03